# Петрологія

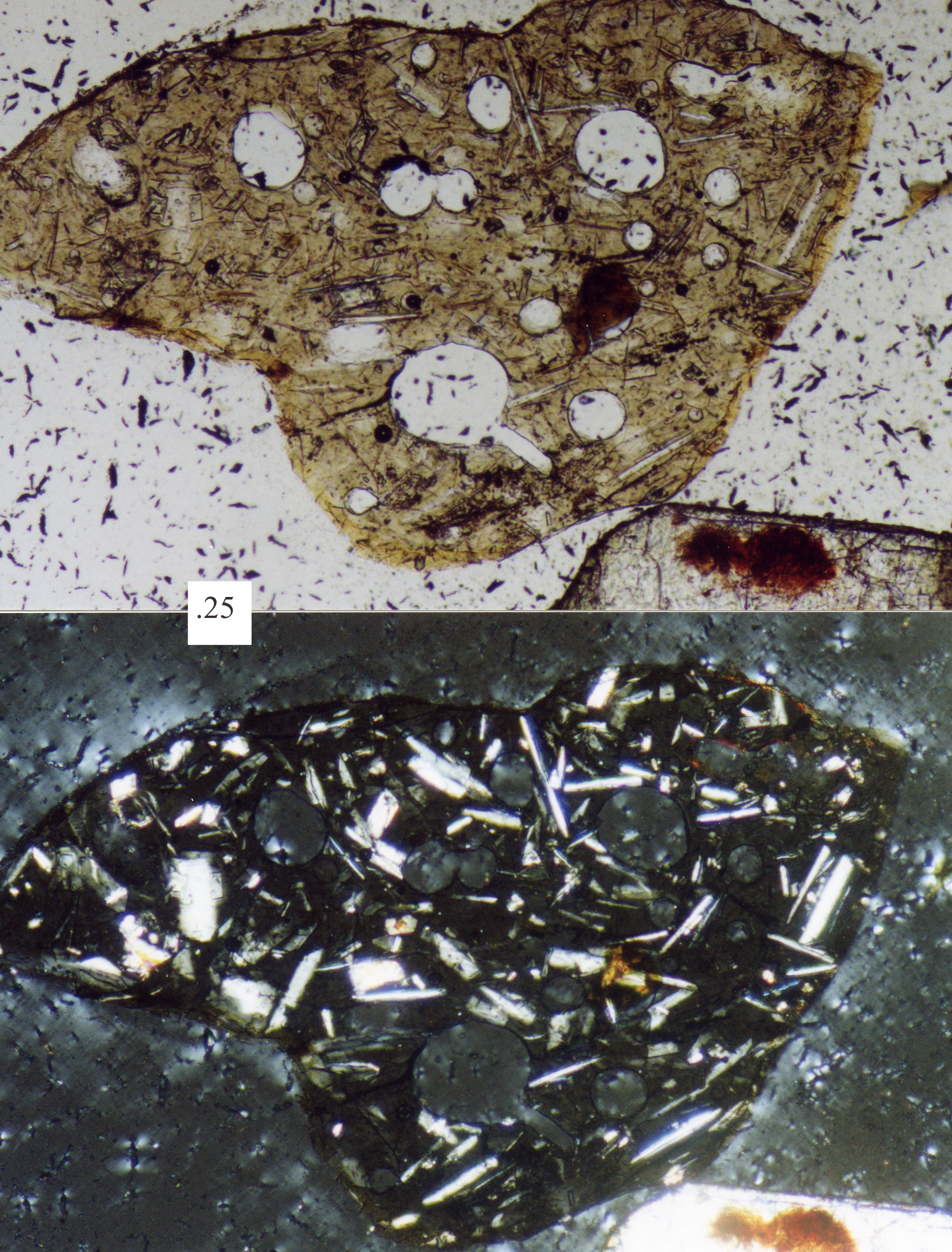
Вулканічне піщане зерно, що спостерігається під мікроскопом, з плоско поляризованим світлом у верхній частині зображення і перехресно поляризованим світлом — на нижньому. Коробка масштабу — 0,25 мм.

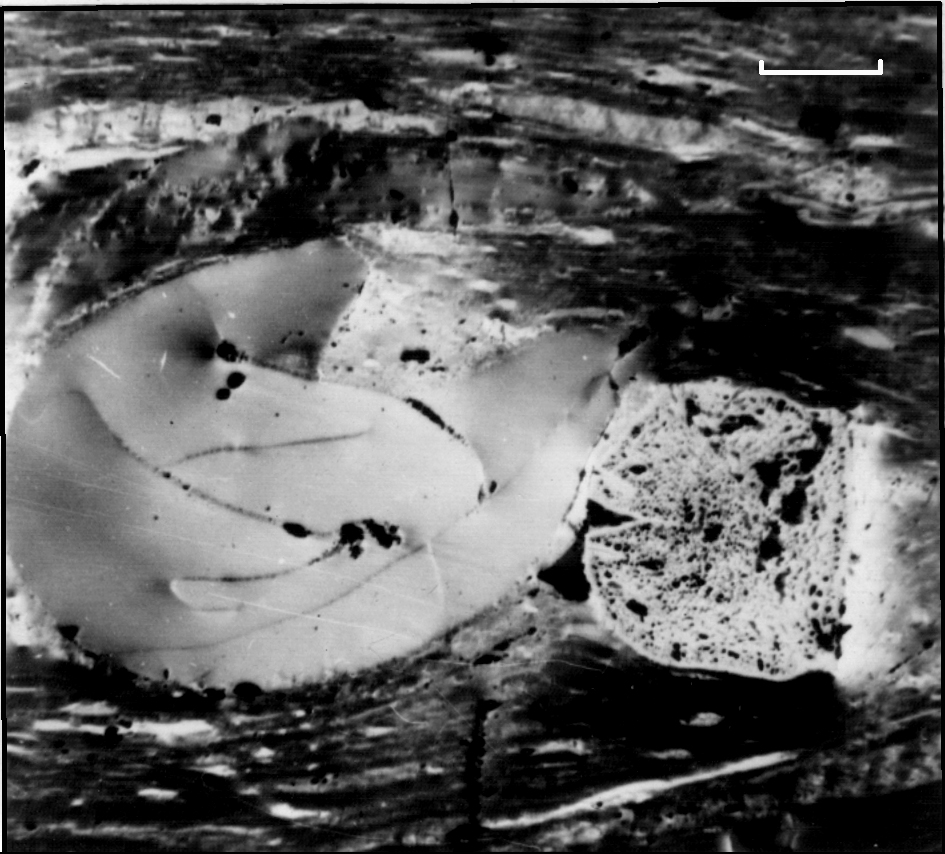
Секретиніт (мацерал інертинітової мацеральної групи). Серед вітриніту (майже чорний), ліптиніту (сірий), мікриніту (білий) чітко виділяються білі утворення — кулясте та кутасте — в центрі. Антрацит. Донецький басейн. Відбите поляризоване світло. Стан згасання. Шкала 0,02 мм.

Петроло́гія (грец. πετρα — камінь, λογος — вчення) — галузь геології, наука, яка всебічно вивчає магматичні і метаморфічні гірські породи, з точки зору їх речовинного складу, геологічних особливостей і генезису (мінералогічний і хімічний склад, структуру і текстуру, умови залягання, закономірності поширення, походження і зміни в земній мантії, корі і на поверхні Землі).

## Загальний опис
Істотна відміна петрології від описової петрографії полягає у тому, що за допомогою аналітичних методів (структурного і мікроструктурного аналізів, фізико-хімічного аналізу, термодинаміки і т. п.) вона здатна вирішувати питання походження гірських порід, магм різного складу, способи їх подальшої еволюції (диференціація, асиміляція, синтексис і т. ін.); термодинамічні умови утворення гірських порід, як магматичних, так і метаморфічних. Вчення про магматичні формації розвинулось саме на базі петрології і тектоніки.
Петрологія тісно пов'язана з мінералогією, геохімією, космохімією, вулканологією, планетологією, тектонікою, стратиграфією і вченням про корисні копалини.
Українську школу петрологів в різні роки представляли: Армашевський Петро Якович, Безбородько Микола Іванович, Біскупський Стефан-Франтішек, Лучицький Володимир Іванович, П'ятницький Порфирій Петрович, Родіонов Сергій Петрович, Соболєв Володимир Степанович, Усенко Іван Степанович, Чирвинський Петро Миколайович, Шведененко Максим Авксентійович та багато ін.

## Напрямки і розділи петрології
Розрізняють:
- петрологію магматичну,
- петрологію метаморфічну,
- петрологію осадових гірських порід (або літологію),
- петрологію вугілля.

За характером властивостей гірських порід, що вивчаються, і методами, що застосовуються, виділяють такі розділи петрології: петрохімія, петрофізика, петротектоніка, фізико-хімічна петрологія і експериментальна петрологія, технічна петрологія, космічна петрологія.

## Наукові журнали
- American Journal of Science
- American Mineralogist
- Canadian Mineralogist
- Contributions to Mineralogy and Petrology
- Earth and Planetary Science Letters
- Economic Geology
- European Journal of Mineralogy
- Geological Materials Research
- Geochemica et Cosmochimica Acta
- Journal of Geology
- Journal of Geophysical Research (Red)
- Journal of Metamorphic Geology
- Journal of Petrology
- Lithos
- Mineralogical Magazine